# Amaranthus leucocarpus
Amaranthus leucocarpus är en amarantväxtart som beskrevs av Sereno Watson. Amaranthus leucocarpus ingår i släktet amaranter, och familjen amarantväxter. Inga underarter finns listade i Catalogue of Life.